# 4. tankovska armada (Wehrmacht)
Za druge 4. armade glejte 4. armada.
4. tankovska armada (izvirno nemško 4. Panzer-Armee) je bila tankovska armada v sestavi Heera (Wehrmacht) med drugo svetovno vojno.

## Zgodovina
4. tankovska armada je bila ustanovljena 1. januarja 1942 s preimenovanjem in reorganiziranjem Panzergruppe 4.

## Vojna služba
| Datum                       | Nadrejeno poveljstvo             | Področje (vir) |
| januar - junij 1942         | Armadna skupina Sredina          | Vzhodna fronta |
| junij - avgust 1942         | Armadna skupina Jug              | Vzhodna fronta |
| avgust - december 1942      | Armadna skupina B                | Vzhodna fronta |
| december 1942 - marec 1943  | Armadna skupina Don              | Vzhodna fronta |
| marec 1943 - april 1944     | Armadna skupina Jug              | Vzhodna fronta |
| april - oktober 1944        | Armadna skupina Severna Ukrajina | Vzhodna fronta |
| oktober 1944 - februar 1945 | Armadna skupina A                | Vzhodna fronta |
| februar - maj 1945          | Armadna skupina Sredina          | Vzhodna fronta |

## Organizacija

### Stalne enote
- Höh. Arko 312
- Korück 585
- Armee-Nachrichten-Regiment 4
- Panzer-Armee-Nachschubführer 4

### Dodeljene enote
1. julij 1941
- XXXXI. Armeekorps
- LVI. Armeekorps

4. december 1941
- V. Armeekorps
- XXXXVI. Armeekorps
- XXXX. Armeekorps
- IX. Armeekorps
- VII. Armeekorps

5. april 1942
- V. Armeekorps
- IX. Armeekorps
- VII. Armeekorps
- XX. Armeekorps

2. september 1942
- XXXXVIII. Armeekorps
- VI. (romunski) korpus
- IV. Armeekorps

4. marec 1943
- II. SS-Panzerkorps
- LVII. Armeekorps
- XXXXVIII. Armeekorps

3. december 1943
- LIX. Armeekorps
- XIII. Armeekorps
- XXXXVIII. Armeekorps
- XXXXII. Armeekorps
- VII. Armeekorps
- XXIV. Armeekorps

15. april 1944
- XXXXII. Armeekorps
- XIII. Armeekorps
- XXXXVIII. Armeekorps

13. oktober 1944
- LVI. Armeekorps
- XXXXII. Armeekorps
- XXXXVIII. Armeekorps

12. april 1945
- V. Armeekorps
- Korps Moser
- Panzerkorps Groß-Deutschland
- LVII. Armeekorps

## Poveljstvo
Poveljnik
- Generalpolkovnik Erich Höpner (1. januar 1942 - 7. januar 1942)
- Generalpolkovnik Richard Ruoff (8. januar 1942 - 31. maj 1942)
- Generalpolkovnik Hermann Hoth (31. maj 1942 - 26. november 1943)
- Generalpolkovnik Erhard Raus (26. november 1943 - 18. maj 1944)
- Generalpolkovnik Josef Harpe (18. maj 1944 - 28. junij 1944)
- General tankovskih enot Walther Nehring (28. junij 1944 - 5. avgust 1944)
- General tankovskih enot Hermann Balck (5. avgust 1944 - 21. september 1944)
- General tankovskih enot Fritz-Hubert Graeser (21. september 1944 - 8. maj 1945)